# Nomada indusata
Nomada indusata är en biart som beskrevs av Mitchell 1962. Nomada indusata ingår i släktet gökbin, och familjen långtungebin. Inga underarter finns listade i Catalogue of Life.